# Karrueche Tran
Karrueche Tran, née le 17 mai 1988 à Los Angeles en Californie, est un mannequin et actrice américaine d'origine jamaïcaine par son père et vietnamienne par sa mère.

## Biographie
Karrueche Tran effectue d'abord ses études secondaires au lycée de Fairfax avant que sa famille déménage à la Vallée. Elle est diplômée de Birmingham High School (en) en 2006. De 2006 à 2008, elle va au Pierce College où elle se spécialise dans la conception graphique.
Karrueche Tran a commencé sa carrière dans l'industrie de la mode comme « personal shopper » et styliste pour les célébrités. La période 2009-2012, elle a travaillé chez Nordstrom situé au centre commercial Westfield Topanga à Canoga Park.
Karrueche est également apparue sur les couvertures de Rolling Out, Flaunt Magazine, Ouch Magazine, The Hundreds, Cliche Magazine ou encore Bleu Magazine. Karrueche Tran a posé comme visage de Lady Crooks, de la division des femmes sous la marque de streetwear Crooks and Castles pour leur collection été 2013. Elle a également présenté en Corée la collection Printemps / Été 2015 de la marque Le coq sportif.
Karrueche Tran est également en vedette dans le premier volume du livre de photographies Love West Coast Girls par le photographe Mike Mille. Karrueche Tran a joué dans la série The Bay. Le casting de The Bay a reçu un Daytime Emmy Awards en 2015. Elle a également remporté un Daytime Emmy Awards en tant que réalisatrice pour la série the Bay en 2016. Elle est également apparue dans la TV one movie The Fright Nite Files en 2014. Karrueche Tran a également acquis une reconnaissance pour sa performance en tant que Vanessa Ivy dans la série de mode Web populaire par StyleHaul intitulé Vanity qui est parrainé par la marque de maquillage Maybelline.
En 2016, elle apparait dans la série Claws où elle joue le rôle de Virginia, une ex-strip-teaseuse qui se reconvertit dans la manucure. Karrueche Tran a reçu le BET Awards et plusieurs événements au cours de la fin de semaine officielle de BET. Auparavant, elle a co-organisé l'émission BET 106 & Park présenté par Bow Wow. Karrueche Tran a joué le rôle de Maggie dans le film 3 Headed Shark Attack sorti en été 2015. Karrueche Tran est également à l'affiche de Dinner With The Stankershets, une comédie romantique.
Aujourd'hui, elle reste signée à Wilhelmina Models.
Le 30 décembre 2020, Karrueche s'associe avec la boutique de vente en ligne PrettyLittleThing pour créer et commercialiser PrettyLittleThing by Karrueche, une ligne de vêtements de sport dans la gamme PLTSPORT de la boutique.

## Vie privée
Depuis 2012, elle est très amie avec la chanteuse Christina Milian.
Karrueche Tran a été en couple avec le chanteur R&B Chris Brown de novembre 2010 à mars 2015. Durant leur relation, Karrueche apparaît dans les tabloïds américains, ce qui lui vaut d'être révélée médiatiquement. Son couple avec le chanteur est fréquemment exposé notamment à cause des controverses qui gravitent autour de l'univers de Chris Brown. En 2017, Karrueche fréquente le rappeur Quavo,,. De 2017 à février 2021, Karrueche est en couple avec le joueur de Football US Victor Cruz.

### Romance tumultueuse avec Chris Brown
En octobre 2012, Chris Brown renoue officiellement avec Rihanna, alors toujours en couple avec Karrueche Tran. 
Karrueche subira quelques humiliations publiques de la part du chanteur notamment lorsqu'il affirme publiquement sur les réseaux sociaux qu'elle est adepte de la sexualité de groupe, ou lorsqu'il embrasse la chanteuse Rihanna au cours de la cérémonie des MTV VMA 2012. Le 25 décembre 2012, la presse dévoile des clichés de Chris Brown en compagnie de Rihanna, assistant à un match de basket. Ce triangle amoureux médiatique vaut à Karrueche de subir des critiques véhémentes de la part du public.
En avril 2013, Chris Brown met fin à sa relation avec Rihanna. Il restera en couple avec Karrueche Tran jusqu'à leur rupture en 2015, à la suite des révélations publiques des infidélités de Chris Brown, ayant abouties à la naissance d'une enfant,.

#### Accusations de violences conjugales et ordonnance restrictive à l'encontre de Chris Brown
En février 2017, Karrueche dépose une demande de restriction à l'encontre de Chris Brown dont elle déclare avoir peur à la suite de menaces qu'il aurait tenus auprès de l'entourage de la jeune femme. Elle dépose une demande d'ordonnance de protection auprès des autorités de Los Angeles, en affirmant avoir reçu deux coups de poing dans l'abdomen et une bousculade de la part de Chris Brown pendant leur relation. Elle déclarera n'avoir jamais osé déposer plainte par compassion pour Chris Brown, qui était à l'époque toujours sous l'objet d'une mise à l'épreuve. La voisine de Chris Brown publiera un témoignage sur Twitter approuvant les déclarations de Karrueche. Ces événements font échos à une vidéo postée sur les réseaux sociaux par le chanteur, quelques jours avant, dans laquelle il met en garde ses ex-petites amies face au harcèlement qu'elles subiront de sa part.
La cour de Los Angeles émet une ordonnance restrictive à l'encontre de Chris Brown, qui à désormais l'interdiction d’interagir avec Karrueche ou de l'approcher à moins de 100 mètres.
Le 17 juin 2017, le tribunal de Santa-Monica lui accorde une ordonnance restrictive permanente. Chris Brown a désormais l'interdiction de l'approcher à moins de 100 mètres pendant cinq ans. Brown, qui fut absent à l'audience en raison de concerts donnés à l'étranger, se vit refuser d'y assister via visioconférence par le juge. Durant l'audience, Karrueche fit entendre au juge ainsi qu'à l'assemblée présente dans le tribunal des enregistrements vocaux dans lesquels Chris Brown ordonne à son ex-compagne de lui restituer tous les bijoux et cadeaux qu'il lui avait offert pendant leur relation. Il lui promet des représailles d'agressions physiques en cas de refus telles que : « Je veux que tu me rendes mes putains d'anneaux sinon je vais te blesser » et ajoute : « Salope, je vais t'exploser la gueule ». De plus, Chris Brown avait auparavant, déposé un commentaire sous une publication sur le compte Instagram de Karrueche Tran, dans lequel il se qualifie de « tueur au sang froid ».